# مصعب الجویر
مصعب الجویر (عربی: مصعب فايز الجوير؛ زادهٔ ۲۰ ژوئن ۲۰۰۳) بازیکن فوتبال اهل عربستان سعودی است که در پست هافبک برای باشگاه فوتبال الهلال در لیگ حرفه‌ای فوتبال عربستان بازی میکند.
وی همچنین در تیم‌های ملی فوتبال زیر ۲۳ سال عربستان سعودی و عربستان سعودی بازی کرده‌است.